# Leiocephalus loxogrammus
Leiocephalus loxogrammus (рам-кейська ігуана-крутихвіст) — вид ігуаноподібних ящірок родини Leiocephalidae. Ендемік Багамських Островів.

## Підвиди
Виділяють два підвидт:
- Leiocephalus loxogrammus loxogrammus (Cope, 1887) — острів Рам-Кей[en];
- Leiocephalus loxogrammus parnelli Barbour & Shreve, 1935 — острів Сан-Сальвадор.

## Поширення і екологія
Рам-кейські ігуани-крутихвости мешкають на островах Сан-Сальвадор і Рам-Кей. Вони живуть на піщаних пляжах, серед прибережних дюн і чагарників, в кар'єрах і покинутих будівлях, однак відсутні в парках і садах. Живляться рослинністю і членистоногими.